# Вислав II
Вислав II (нем. Wizlaw II; 1240 год, Берген, Рюген — 29 декабря 1302 года, Осло, Норвегия) — князь Рюгена с 1260 года по 1302 год, сын князя Яромара II и принцессы Евфимии Померанской.

## Биография
Вислав II родился в 1240 году в Бергене-на-Рюгене. Он был сыном князя Яромара II и принцессы Евфимии Померанской, дочери герцога Святополка II Великого. После убийства отца в Дании, где он принимал участие на стороне Церкви в гражданской войне между королевской семьей и архиепископами Лунда и Роскильде, Вислав II вместе с братом Яромаром III взошёл на престол княжества Рюген. С 1285 года, после смерти брата, он стал единовластным правителем.
С самого начала своего правления Вислав II установил добрососедские отношения с вольным городом Любек, граждан которого освободил от таможенных пошлин в границах своего домена, и в 1266 году подтвердил дарованные городу привилегии. В районе Штральзунда им был основан в 1269 году новый город Шадегард, которому он также даровал ряд привилегий.
Оспаривая приданое матери, в 1270 году он занял земли Шлаве, а через год основал крепость Рюгенвальд, но был вынужден уступить её правителям Бранденбурга. После пресечения династии правителей Лойца в 1273 году Вислав II присоединил эти земли к своим владениям.
13 июня 1283 года в Ростоке вместе с вольными городами Любеком, Висмаром, Ростоком, Штральзундом, Грайфсвальдом, Штеттином, Деммином, Анкламом, вместе с герцогами Саксен-Лауэнбургским, Мекленбургским и Померанским, Вислав II заключил мирный альянс. Этот союз был явно направлен против Бранденбурга.
В том же году Вислав II признал вассальную зависимость материковой части княжества от Рудольф I Габсбурга, императора Священной Римской империи, получив от него титул имперского егермейстера. Вместе с тем княжество продолжало находиться в вассальной зависимости от правителей Дании. Князь Рюгена был одним из участников расследования убийства Эрика V, короля Дании.
В 1285 году Вислав II подтвердил статус вольного города за Трибзеезом, а в 1290 году предоставил Штральзунду право ловли сельди и торговой монополии на острове Рюген, что сильно затруднило на несколько веков развитие торговли в регионе, в том числе торговли зерном. В Грайфсвальде в 1288 году он укрепил разработку солёных рудников, а в 1297 году позволил построить порт Рикмюндунг. Он расширил владения аббатств Элдена и Нойэнкамп, и помогал в основании аббатства Хиддензее.
В договоре от 12 марта 1289 (или 1292) года с маркграфами Бранденбурга, Вислав II пытался претендовать на земли герцогства Померании, после смерти бездетного герцога Мествина II, но попытка провалилась из-за вмешательства правителей Великой Польши.
29 сентября 1302 года князь Рюгена участвовал в совещании с Хаконом V Святым, конунгом Норвегии, Биргером, королём Швеции, его братом, герцогом Эриком Магнуссоном, и графом Якобом Халландским из Дании. Встреча состоялась в Зольберге, на севере от современного Гётеборга. В том же году, возможно, сразу после встречи Вислав II отправился в Норвегию, где встретился в Осло с дочерью Евфимией, королевой Норвегии и внуками. На Рождество в Норвегию прибыли и другие родственники. Во время праздничной службы, Вислав II заболел и 29 декабря 1302 года умер. Вислав II был похоронен в Осло в церкви Святой Марии.

## Потомки
В 1263—1269 году Вислав II женился на принцессе Агнессе Брауншвейг-Люнебургской, дочери герцога Оттона I Брауншвейгского и принцессы Матильды Бранденбургской. Жена родила ему восьмерых детей.
- Вислав III, князь Рюгена (соправитель отца с 1286).
- Яромар (1267—1294), архидиакон в церкви Святого Николая в Штральзунде, епископ Камминский (1288—1294).
- Евфимия Рюгенская, королева Норвегии (1280—1321), жена Хакона V, конунга Норвегии.
- Самбор (1267—1304), с 1302 соправитель князя Вислава III.
- Маргарита Рюгенская (1270—1318), жена Богуслава IV, герцога Померания-Вольгаст.
- Святополк (1273—1285).
- Елена Рюгенская (1271—1315), жена Иоганна III, герцога Мекленбурга (умер), князя Бернхарда II Ангальт-Бернбургского.
- София Рюгенская (1281- после 1302).